# Zurab Nogaideli
Zurab Nogaideli (gruzínsky: ზურაბ ნოღაიდელი, rusky: Зураб Ногаидели, *22. října 1964 Kobuleti v Adžarské ASSR v jihozápadní Gruzii) je gruzínský politik, který zastával v letech 2000 – 2002 funkci ministra financí a v době od 17. února 2005 do 16. listopadu 2007, než ze zdravotních důvodů rezignoval, předsedy vlády Gruzie.

## Biografie
Nogaideli vystudoval na moskevské státní univerzitě fyziku v roce 1988. Před svým vstupem do politiky pracoval až do roku 1992 pro Institut geografie Gruzínské akademie věd. V roce 1989 a 1990 krátce působil i v Institutu geologie Estonské akademie věd.

### Vstup do politiky
Svou politickou kariéru započal počátkem 90. let společně se svým přítelem Zurabem Žvanijou, když vstoupil do gruzínské Strany zelených. Po volbách v roce 1992, které se konaly po svržení bývalého prezidenta Gamsachurdii, se dostal do parlamentu. V novém působišti byl jmenován předsedou parlamentního výboru pro ochranu životní prostředí a přírodních zdrojů. Tuto funkci vykonával do roku 1995, kdy se konaly nové volby. Po nich se stal znovu poslancem a v letech 1996 až 1997 byl členem Nejvyšší adžarské rady. Poté v roce 1999, když opět uhájil svůj poslanecký mandát ve volbách, předsedal parlamentnímu výboru pro daně a příjmy.

### Ministr financí (2000-2001)
V květnu 2000 byl jmenován Ministrem financí a ve vládě Eduarda Ševardnadzeho a zaujmul místo v týmu mladých reformátorů, který tvořil společně se Saakašvilim a Žvanijou. Během svého působení v této funkci si vydobyl pověst velmi schopného ministra financí, ale v roce 2002 byl z vlády bez zjevných příčin vyhozen. Je ale pravděpodobné, že by nakonec stejně z funkce odstoupil sám, neboť s velkou nelibostí nesl vysokou míru korupce v politice.
V letech 2002 až 2003 se stáhnul do soukromého sektoru a věnoval se podnikání.
Během událostí z konce listopadu 2003, známých jako růžová revoluce, se Nogaideli vrátil do vlády jako ekonomický poradce zastupující prezidentky Nino Burdžanadzeové. V únoru 2004 byl znovu ustaven Ministrem financí ve vládě Zuraba Žvaniji. Tentokrát jako nestraník.

### Premiér
11. února 2005, po náhlé smrti předsedy vlády Zuraba Žvaniji, byl Nogaideli navržen prezidentem Saakašvilim jako nejlepší kandidát na tuto pozici. 17. února získal Nogaideli důvěru parlamentu a okamžitě složil přísahu. Očekávalo se od něj, že bude pokračovat ve šlépějích svého předchůdce. Tuto úlohu splnil díky tvrdému postupu proti korupci, která již léta sužovala celou zemi, a nastartováním mnoha ekonomických a sociálních reforem, které se snažil prosazovat už ze svých dřívějších funkcí. Za své zásluhy na provedených reformách získal v zahraničí řadu ocenění (např. „top business environment reformer of the year 2007“ od Americké agentury pro mezinárodní rozvoj).
Přes všechny úspěchy v prosazení mnoha ekonomických reforem se ale nepodařilo výrazněji zmenšit chudobu a další vážné problémy v zemi. To nakonec vyústilo v protivládní demonstrace, které se konaly 2.-6. listopadu 2007, a které byly rozehnány policií za použití slzného plynu.

### Odstoupení z funkce premiéra
V dubnu 2007 podstoupil operaci srdce v Nemocnici sv. Lukáše v Houstonu. Zdravotní stav se po operaci pravděpodobně začal zhoršovat a Nogaideli se 16. listopadu 2007 rozhodl, že ze zdravotních důvodů odstoupí z funkce premiéra. Jeho nástupcem se stal Lado Gurgenidze.
Po svém odstoupení se na čas stáhnul z politického života a začal pracovat jako ředitel ve společnosti Kala Capital, vlastněnou gruzínským fotbalistou Kachou Kaladzem. Od června 2008 byl ředitelem hospodářské rady Mezinárodní ekonomické školy ISET při Tbiliské státní univerzitě.

### V opozici
Po skončení války v Jižní Osetii se v září 2008 objevil na tiskové konferenci, kde podrobil kroky prezidenta Saakašviliho v domácí i zahraniční politice tvrdé kritice. Současně oznámil návrat do aktivní politiky a 3. prosince 2008 založil novou politickou stranu Hnutí za spravedlivou Gruzii.
V roce 2009 několikrát navštívil Rusko, kde se setkal se špičkami ruské politiky, včetně premiéra Vladimira Putina, a podepsal jako první opoziční gruzínský politik poválečné memorandum o spolupráci své strany s ruskou vládnoucí stranou Jednotné Rusko. V prosinci 2009 se také ve Cchinvali setkal s tehdejším prezidentem Jižní Osetie Eduardem Kokjtym, údajně aby vyjednal propuštění dvou gruzínských mládežníků z vězení, které po válce na svém území zatknuly jihoosetinské milice, výměnou za propuštění osetských vězňů jako oboustranné gesto dobré vůle. Tyto proruské činy ovšem nenalezly pochopení u vládnoucí moci Gruzie. Prezident Saakašvili dokonce označil Nogaideliho postoje jako a "hřích". S novou stranou v komunálních volbách oslovoval voliče hlavně v Gurii a Adžárii, ovšem nebyl příliš úspěšný. Na mimořádném sjezdu strany 23. prosince 2010 byl odvolán z funkce předsedy strany pro podezření z finančních pletich. Zůstal však nadále ve straně jako řadový místopředseda.

## Vyznamenání
- Vítězný řád svatého Jiří – Gruzie